# Manytsch
Der Manytsch (russisch Маныч, Западный Маныч (Westlicher Manytsch)) ist ein Fluss im Süden Russlands. 
Er durchfließt die nach ihm benannte sumpfige Manytschniederung, die oft als die Grenze Europas zu Asien angesehen wird, und mündet bei Manytschskaja in den Don.
Dies gilt nur für den Westlichen Manytsch: Der kürzere Östliche Manytsch, der durch eine Bifurkation des Quellflusses Kalaus entsteht, führte nur nach starken Regenfällen im Kaukasus Wasser und floss dann Richtung Kaspisches Meer, ohne es im historisch belegten Zeitraum (oberirdisch) zu erreichen. Der Zufluss des Kalaus zum Östlichen Manytsch ist seit den 1970er-Jahren durch einen Damm unterbrochen; die Wasserführung des Flusses, der nun nur noch durch andere Zuflüsse und Kanäle, wie den Terek-Kuma-Manytsch-Kanal, gespeist wird, ist durch eine Talsperre reguliert.
Vor der Errichtung von Stauseen (wie Proletarsker Stausee unter Einbeziehung des natürlichen Manytsch-Gudilo-Sees und Wessjoly-Stausee) und der Regulierung des Don durch den 2700 km² großen Zimljansker Stausee wechselte der Westliche Manytsch während eines Jahres mehrmals seine Lauf-Richtung; bei Hochwasser im Don drückte Wasser bis zu 100 Kilometer in den Westlichen Manytsch hinein.